# Phoenix Film Critics Society Awards 2011
12° PFCS Awards

27 dicembre 2011

Miglior film: 

 The Artist 
I premi del 12° Phoenix Film Critics Society Awards in onore del miglior cinema del 2011, sono stati annunciati il 27 dicembre 2011.

## Premi e nomination

### Miglior film
The Artist
- Paradiso amaro
- Drive
- The Help
- Hugo Cabret
- Midnight in Paris
- L'arte di vincere
- Marilyn (film 2011 Curtis)
- Super 8
- The Tree of Life

### Miglior regista
Michel Hazanavicius - The Artist
- Woody Allen - Midnight in Paris
- Alexander Payne - Paradiso amaro
- Martin Scorsese - Hugo Cabret
- Tate Taylor - The Help

### Miglior attore
Jean Dujardin - The Artist
- George Clooney - Paradiso amaro
- Michael Fassbender - Shame
- Gary Oldman - La talpa
- Brad Pitt - L'arte di vincere

### Miglior attrice
Elizabeth Olsen - La fuga di Martha
- Glenn Close - Albert Nobbs
- Viola Davis - The Help
- Meryl Streep - The Iron Lady
- Michelle Williams - Marilyn (film 2011 Curtis)

### Miglior attore non protagonista
Albert Brooks - Drive
- Kenneth Branagh - Marilyn (film 2011 Curtis)
- John Hawkes - La fuga di Martha
- Jonah Hill - L'arte di vincere
- Christopher Plummer - Beginners

### Miglior attrice non protagonista
Bérénice Bejo - The Artist
- Jessica Chastain - The Help
- Bryce Dallas Howard - The Help
- Octavia Spencer - The Help
- Shailene Woodley - Paradiso amaro

### Miglior cast
Super 8
- Le amiche della sposa
- Contagion
- Margin Call
- Midnight in Paris

### Migliore sceneggiatura originale
The Artist - Michel Hazanavicius
- Beginners - Mike Mills
- Midnight in Paris - Woody Allen

### Migliore adattamento della sceneggiatura
The Help - Tate Taylor
- Paradiso amaro - Nat Faxon, Jim Rash e Alexander Payne
- Hugo Cabret - John Logan

### Miglior film di animazione
Rango
- Le avventure di Tintin - Il segreto dell'Unicorno
- Winnie the Pooh - Nuove avventure nel Bosco dei 100 Acri

### Miglior film in lingua straniera
La pelle che abito, Spagna
- La donna che canta, Canada
- Point Blank, Francia

### Miglior documentario
Page One. Un anno dentro il New York Times
- African Cats - Il regno del coraggio
- Come Ti Vendo un Film
- Project Nim

### Miglior fotografia
The Tree of Life - Emmanuel Lubezki
- The Artist - Guillaume Schiffman
- Hugo Cabret - Robert Richardson

### Migliore scenografia
Hugo Cabret
- The Artist
- Harry Potter e i Doni della Morte - Parte 2

### Migliori costumi
The Artist
- Hugo Cabret
- Jane Eyre

### Miglior montaggio
The Artist - Anne-Sophie Bion e Michel Hazanavicius
- Super 8 - Maryann Brandon e Mary Jo Markey
- The Tree of Life - Hank Corwin, Jay Rabinowitz, Daniel Rezende, Billy Weber e Mark Yoshikawa

### Migliori effetti speciali
Hugo Cabret
- Harry Potter e i Doni della Morte - Parte 2
- L'alba del pianeta delle scimmie

### Migliori stunt-men
Drive
- Fast & Furious 5
- Harry Potter e i Doni della Morte - Parte 2

### Migliori musiche originali
I Muppet - "Life's a Happy Song"
- Captain America - Il primo Vendicatore - "Star Spangled Man"
- The Help - "The Living Proof"
- Johnny English - La rinascita - "I Believe in You"

### Migliore colonna sonora
The Artist - Ludovic Bource
- Molto forte, incredibilmente vicino - Alexandre Desplat
- L'arte di vincere - Mychael Danna
- Super 8 - Michael Giacchino

### Miglior film per la famiglia
I Muppet
- L'incredibile storia di Winter il delfino
- Hugo Cabret
- La mia vita è uno zoo

### Miglior attore debuttante protagonista o non protagonista
Thomas Horn - Molto forte, incredibilmente vicino
- Asa Butterfield - Hugo Cabret
- Joel Courtney - Super 8

### Miglior attrice debuttante protagonista o non protagonista
Saoirse Ronan - Hanna
- Elle Fanning - Super 8
- Amara Miller - Paradiso amaro
- Chloë Grace Moretz - Hugo Cabret

### Migliori prestazioni dietro la cinepresa
Michel Hazanavicius - The Artist
- Sean Durkin - La fuga di Martha
- Tate Taylor - The Help

### Migliori prestazioni davanti alla cinepresa
Thomas Horn - Molto forte, incredibilmente vicino
- Elle Fanning - Super 8
- Elizabeth Olsen - La fuga di Martha
- Shailene Woodley - Paradiso amaro

### Miglior film passato inosservato
Per una vita migliore
- The Conspirator
- Le paludi della morte